# Hera (pocisk)

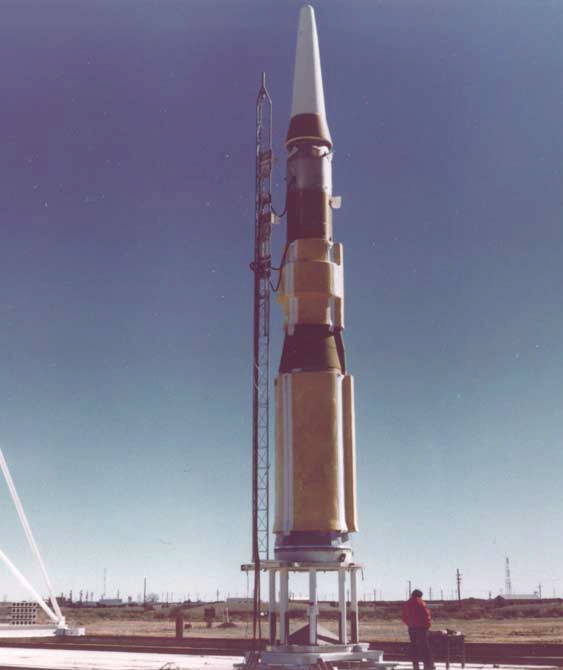
Pocisk balistyczny Hera na platformie startowej.

Pocisk balistyczny Hera – amerykański taktyczny pocisk balistyczny zaprojektowany i służący jako cel treningowy oraz testowy dla systemów broni antyrakietowych Stanów Zjednoczonych, w tym systemów Patriot oraz THAAD.
Hera napędzana jest przez zmodyfikowane silniki drugiego i trzeciego stopnia międzykontynentalnych pocisków balistycznych (ICBM) Minuteman II. Naprowadzana i kontrolowana jest natomiast przez zmodyfikowany system naprowadzania i kontroli pocisku rakietowego Pershing II. Wyposażona jest też w pojazd powrotny, który po powrotnym wejściu w atmosferę ziemską pełni role symulowanej przez siebie głowicy bojowej, stanowiącej cel pocisku antybalistycznego.
Pocisk rakietowy Hera produkowany jest przez Coleman Aerospace Company of Orlando na Florydzie, w kooperacji ze Space Vector Corporation of Fountain Valley i Aerotherm Corporation of Mountain View, w Kalifornii.
W związku z problematyką traktatu z j. ang. INF Rosja twierdzi, że Hera łamie traktat w związku z zasięgiem 1,1 tysiąca km.
Pociski tego typu, użyte zostały między innymi do testów systemu antybalistycznego THAAD:
- FT-6 w dniu 15.07.1996 r.
- FT-10 w dniu 10.06.1999 r.
- FT-11 w dniu 02.08.1999 r.
- FT-14 w dniu 12.07.2006 r.